# Dendrophysa
Dendrophysa is een monotypisch geslacht van straalvinnige vissen uit de familie van ombervissen (Sciaenidae).

## Soort
- Dendrophysa russelii